# 右胃大網動脈
右胃大網動脈（みぎいたいもうどうみゃく、英語: right gastroepiploic artery or 英語: right gastro-omental artery）は、胃十二指腸動脈の2つの末端の枝の1つ。大網膜の層の間で胃の大彎に沿って右から左に走り、脾動脈の枝である左胃大網動脈と吻合する。

胃への血液供給。左胃動脈及び右胃動脈、左胃大網動脈及び右胃大網動脈、短胃動脈

幽門にあり胃に接触している部分を除いて、大彎から約1横指離れたところに位置している。

## 分枝
この血管からは多くの枝が出る。
- 胃枝: 上昇して胃の両表面に供給する。
- 大網枝: 下降して大網膜に供給し、中結腸動脈の枝と吻合する。

## 冠動脈手術における使用
右胃大網動脈は、1984年にクイーンズ大学のDr. John Pymとその同僚により冠動脈大動脈バイパス移植術(CABG)に初めて使用された。これは代替の導管として受け入れられ、移植組織を採るのに適した伏在静脈を持たない患者に特に有用である。右胃大網動脈は、典型的には右冠動脈の枝や後室間動脈のなどの心臓の後壁の冠動脈への移植組織として使用されている。